# 그루프 아르테미스
그루프 아르테미스(Groupe Artémis)는 프랑스의 투자, 패션, 명품구즈, 여행, 스포츠 사업을 하는 지주회사이다.